# Eastbourne International

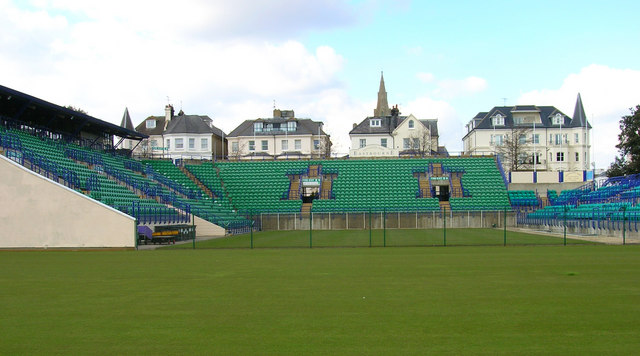
Immagine del Devonshire Park Lawn Tennis Club

L'Eastbourne International, conosciuto anche come Lexus Eastbourne International e in precedenza Rothesay International, Nature Valley International e AEGON International per motivi di sponsorizzazione, è un torneo professionistico di tennis sia maschile che femminile facente parte dell'ATP Tour e del WTA Tour. Si svolge annualmente dal 1974 a Eastbourne, nel Regno Unito, e si gioca sui campi in erba del Devonshire Park Lawn Tennis Club in preparazione del Torneo di Wimbledon.

## Storia
L'Eastbourne International viene inaugurato nel 1974 come torneo femminile del circuito maggiore e tra il 1989 e il 2008 fa parte della categoria Tier II. Nel 2009 viene disputata la prima edizione del torneo maschile, facente parte della categoria ATP Tour 250, e in quella stessa edizione il torneo femminile entra a far parte della nuova categoria WTA Premier. Il torneo maschile non viene giocato nel 2015 e 2016 ed è ripristinato nel 2017. L'edizione del 2020 non viene disputata a causa della pandemia di COVID-19. Nel 2021 il torneo femminile passa nella categoria superiore dei tornei WTA 500. Nel 2025 il torneo femminile viene declassato alla categoria WTA 250 nell'ambito della riorganizzazione dei tornei su erba della LTA e WTA, con l'introduzione dopo oltre 50 anni di un nuovo torneo al Queen's Club.

## Albo d'oro

### Femminile

#### Singolare
| Anno | Nome del torneo                                        | Vincitrice                                   | Finalista                             | Punteggio                                         |
| ---- | ------------------------------------------------------ | -------------------------------------------- | ------------------------------------- | ------------------------------------------------- |
| 1974 | John Player Championships                              | Chris Evert (1)                              | Virginia Wade                         | 7–5, 6–4                                          |
| 1975 | Eastbourne International                               | Virginia Wade                                | Billie Jean King                      | 7–5, 4–6, 6–3                                     |
| 1976 | Colgate International                                  | Chris Evert (2)                              | Virginia Wade                         | 8–6, 6–4                                          |
| 1977 | Non disputato                                          | Non disputato                                | Non disputato                         | Non disputato                                     |
| 1978 | Colgate International                                  | Martina Navrátilová (1)                      | Chris Evert                           | 6–4, 4–6, 9–7                                     |
| 1979 | Colgate International                                  | Chris Evert (3)                              | Martina Navrátilová                   | 7–5, 5–7, 13–11                                   |
| 1980 | BMW Championships                                      | Tracy Austin (1)                             | Wendy Turnbull                        | 7–6(3), 6–2                                       |
| 1981 | BMW Championships                                      | Tracy Austin (2)                             | Andrea Jaeger                         | 6–3, 6–4                                          |
| 1982 | BMW Championships                                      | Martina Navrátilová (2)                      | Hana Mandlíková                       | 6–4, 6–3                                          |
| 1983 | BMW Championships                                      | Martina Navrátilová (3)                      | Wendy Turnbull                        | 6–1, 6–1                                          |
| 1984 | Eastbourne                                             | Martina Navrátilová (4)                      | Kathy Jordan                          | 6–4, 6–1                                          |
| 1985 | Pilkington Glass Classic                               | Martina Navrátilová (5)                      | Helena Suková                         | 6–4, 6–3                                          |
| 1986 | Pilkington Glass Championships                         | Martina Navrátilová (6)                      | Helena Suková                         | 3–6, 6–3, 6–4                                     |
| 1987 | Pilkington Glass Championships                         | Helena Suková                                | Martina Navrátilová                   | 7–6(5), 6–3                                       |
| 1988 | Pilkington Championships                               | Martina Navrátilová (7)                      | Nataša Zvereva                        | 6–2, 6–2                                          |
| 1989 | Pilkington Glass Championships                         | Martina Navrátilová (8)                      | Raffaella Reggi                       | 7–6(2), 6–2                                       |
| 1990 | Pilkington Glass Championships                         | Martina Navrátilová (9)                      | Gretchen Magers                       | 6–0, 6–2                                          |
| 1991 | Pilkington Glass Championships                         | Martina Navrátilová (10)                     | Arantxa Sánchez Vicario               | 6–4, 6–4                                          |
| 1992 | Pilkington Glass Championships                         | Lori McNeil                                  | Linda Harvey Wild                     | 6–4, 6–4                                          |
| 1993 | Volkswagen Cup                                         | Martina Navrátilová (11)                     | Miriam Oremans                        | 2–6, 6–2, 6–3                                     |
| 1994 | Volkswagen Cup                                         | Meredith McGrath                             | Linda Harvey Wild                     | 6–2, 6–4                                          |
| 1995 | Direct Line Insurance International Championships      | Nathalie Tauziat                             | Chanda Rubin                          | 3–6, 6–0, 7–5                                     |
| 1996 | Direct Line Insurance International Championships      | Monica Seles                                 | Mary Joe Fernández                    | 6–0, 6–2                                          |
| 1997 | Direct Line Insurance Championships                    | Jana Novotná (1) vs. Arantxa Sánchez Vicario |                                       | 6–5, Finale sospesa per pioggia, titolo condiviso |
| 1998 | Direct Line Insurance Championships                    | Jana Novotná (2)                             | Arantxa Sánchez Vicario               | 6–1, 7–5                                          |
| 1999 | Direct Line Championships                              | Nataša Zvereva                               | Nathalie Tauziat                      | 0–6, 7–5, 6–3                                     |
| 2000 | Direct Line International Championships                | Julie Halard-Decugis                         | Dominique Monami van Roost            | 7–6(4), 6–4                                       |
| 2001 | Britannic Asset Management International Championships | Lindsay Davenport                            | Magüi Serna                           | 6–2, 6–0                                          |
| 2002 | Britannic Asset Management International Championships | Chanda Rubin (1)                             | Anastasija Myskina                    | 6–1, 6–3                                          |
| 2003 | Hastings Direct International Championships            | Chanda Rubin (2)                             | Conchita Martínez                     | 6–4, 3–6, 6–4                                     |
| 2004 | Hastings Direct International Championships            | Svetlana Kuznecova                           | Daniela Hantuchová                    | 2–6, 7–6(2), 6–4                                  |
| 2005 | Hastings Direct International Championships            | Kim Clijsters                                | Vera Duševina                         | 7–5, 6–0                                          |
| 2006 | Hastings Direct International Championships            | Justine Henin (1)                            | Anastasija Myskina                    | 4–6, 6–1, 7–6(5)                                  |
| 2007 | Hastings Direct International Championships            | Justine Henin (2)                            | Amélie Mauresmo                       | 7–5, 6(4)–7, 7–6(2)                               |
| 2008 | International Women's Open                             | Agnieszka Radwańska                          | Nadia Petrova                         | 6–4, 6(11)–7, 6–4                                 |
| 2009 | AEGON International                                    | Caroline Wozniacki (1)                       | Virginie Razzano                      | 7–6(5), 7–5                                       |
| 2010 | AEGON International                                    | Ekaterina Makarova                           | Viktoryja Azaranka                    | 7–6(5), 6–4                                       |
| 2011 | AEGON International                                    | Marion Bartoli                               | Petra Kvitová                         | 6–1, 4–6, 7–5                                     |
| 2012 | AEGON International                                    | Tamira Paszek                                | Angelique Kerber                      | 5–7, 6–3, 7–5                                     |
| 2013 | AEGON International                                    | Elena Vesnina                                | Jamie Hampton                         | 6–2, 6–1                                          |
| 2014 | AEGON International                                    | Madison Keys (1)                             | Angelique Kerber                      | 6–3, 3–6, 7–5                                     |
| 2015 | AEGON International                                    | Belinda Bencic                               | Agnieszka Radwańska                   | 6–4, 4–6, 6–0                                     |
| 2016 | AEGON International                                    | Dominika Cibulková                           | Karolína Plíšková                     | 7–5, 6–3                                          |
| 2017 | AEGON International                                    | Karolína Plíšková (1)                        | Caroline Wozniacki                    | 6–4, 6–4                                          |
| 2018 | Nature Valley International                            | Caroline Wozniacki (2)                       | Aryna Sabalenka                       | 7–5, 7–6(5)                                       |
| 2019 | Nature Valley International                            | Karolína Plíšková (2)                        | Angelique Kerber                      | 6–1, 6–4                                          |
| 2020 | Annullato per pandemia di Coronavirus                  | Annullato per pandemia di Coronavirus        | Annullato per pandemia di Coronavirus | Annullato per pandemia di Coronavirus             |
| 2021 | Nature Valley International                            | Jeļena Ostapenko                             | Anett Kontaveit                       | 6–3, 6–3                                          |
| 2022 | Rothesay International                                 | Petra Kvitová                                | Jeļena Ostapenko                      | 6–3, 6–2                                          |
| 2023 | Rothesay International                                 | Madison Keys (2)                             | Dar'ja Kasatkina                      | 6–2, 7–6(13)                                      |
| 2024 | Rothesay International                                 | Dar'ja Kasatkina                             | Leylah Fernandez                      | 6–3, 6–4                                          |
| 2025 | Lexus Eastbourne Open                                  | Maya Joint                                   | Alexandra Eala                        | 6-4, 1-6, 7-6(10)                                 |

#### Doppio
| Anno | Vincitrici                                         | Finaliste                                                        | Punteggio                              |
| ---- | -------------------------------------------------- | ---------------------------------------------------------------- | -------------------------------------- |
| 1974 | Helen Gourlay Karen Krantzcke                      | Chris Evert Ol'ga Morozova                                       | 6–2, 6–0                               |
| 1975 | Julie Anthony Ol'ga Morozova                       | Evonne Goolagong Peggy Michel                                    | 6–2, 6–4                               |
| 1976 |                                                    | Chris Evert Martina Navrátilová vs. Ol'ga Morozova Virginia Wade | Finale cancellata titolo non assegnato |
| 1977 | Non disputato                                      | Non disputato                                                    | Non disputato                          |
| 1978 | Chris Evert (1) Betty Stöve (1)                    | Billie Jean King Martina Navrátilová                             | 6–4, 6–7, 7–5                          |
| 1979 | Betty Stöve (2) Wendy Turnbull                     | Betty Ann Grubb-Stuart Ilana Kloss                               | 6–2, 6–2                               |
| 1980 | Kathy Jordan Anne Smith                            | Pam Shriver Betty Stöve                                          | 6–4, 6–1                               |
| 1981 | Martina Navrátilová (1) Pam Shriver (1)            | Kathy Jordan Anne Smith                                          | 6–7, 6–2, 6–1                          |
| 1982 | Martina Navrátilová (2) Pam Shriver (2)            | Kathy Jordan Anne Smith                                          | 6–3, 6–4                               |
| 1983 | Martina Navrátilová (3) Pam Shriver (3)            | Jo Durie Anne Hobbs                                              | 6–1, 6–0                               |
| 1984 | Martina Navrátilová (4) Pam Shriver (4)            | Jo Durie Ann Kiyomura                                            | 6–4, 6–2                               |
| 1985 | Martina Navrátilová (5) Pam Shriver (5)            | Kathy Jordan Elizabeth Sayers Smylie                             | 7–5, 6–4                               |
| 1986 | Martina Navrátilová (6) Pam Shriver (6)            | Claudia Kohde Kilsch Helena Suková                               | 6–2, 6–4                               |
| 1987 | Svetlana Černeva Larisa Neiland (1)                | Rosalyn Fairbank Elizabeth Sayers Smylie                         | 7–6(5), 4–6, 7–5                       |
| 1988 | Eva Pfaff Elizabeth Sayers Smylie                  | Belinda Cordwell Dinky Van Rensburg                              | 6–3, 7–6(6)                            |
| 1989 | Katrina Adams Zina Garrison                        | Jana Novotná Helena Suková                                       | 6–3, ritirate                          |
| 1990 | Larisa Neiland (2) Nataša Zvereva (1)              | Patty Fendick Zina Garrison                                      | 6–4, 6–3                               |
| 1991 | Larisa Neiland (3) Nataša Zvereva (2)              | Gigi Fernández Jana Novotná                                      | 2–6, 6–4, 6–4                          |
| 1992 | Jana Novotná (1) Larisa Neiland (4)                | Mary Joe Fernández Zina Garrison                                 | 6–0, 6–3                               |
| 1993 | Gigi Fernández (1) Nataša Zvereva (3)              | Larisa Neiland Jana Novotná                                      | 2–6, 7–5, 6–1                          |
| 1994 | Gigi Fernández (2) Nataša Zvereva (4)              | Inés Gorrochategui Helena Suková                                 | 6(4)–7, 6–4, 6–3                       |
| 1995 | Jana Novotná (2) Arantxa Sánchez Vicario (1)       | Gigi Fernández Nataša Zvereva                                    | 0–6, 6–3, 6–4                          |
| 1996 | Jana Novotná (3) Arantxa Sánchez Vicario (2)       | Rosalyn Fairbank Nideffer Pam Shriver                            | 4–6, 7–5, 6–4                          |
| 1997 | Nicole Arendt Manon Bollegraf                      | Lori McNeil Helena Suková                                        | Finale cancellata titolo non assegnato |
| 1998 | Mariaan de Swardt Jana Novotná (4)                 | Arantxa Sánchez Vicario Nataša Zvereva                           | 6–1, 6–3                               |
| 1999 | Martina Hingis (1) Anna Kurnikova                  | Jana Novotná Nataša Zvereva                                      | 6–4, ritirate                          |
| 2000 | Ai Sugiyama Nathalie Tauziat                       | Lisa Raymond Rennae Stubbs                                       | 2–6, 6–3, 7–6(3)                       |
| 2001 | Lisa Raymond (1) Rennae Stubbs (1)                 | Cara Black Elena Lichovceva                                      | 6–2, 6–2                               |
| 2002 | Lisa Raymond (2) Rennae Stubbs (2)                 | Cara Black Elena Lichovceva                                      | 6(5)–7, 7–6(6), 6–2                    |
| 2003 | Lindsay Davenport Lisa Raymond (3)                 | Jennifer Capriati Magüi Serna                                    | 6–3, 6–2                               |
| 2004 | Alicia Molik Magüi Serna                           | Svetlana Kuznecova Elena Lichovceva                              | 6–4, 6–4                               |
| 2005 | Lisa Raymond (4) Rennae Stubbs (3)                 | Elena Lichovceva Vera Zvonarëva                                  | 6–3, 7–5                               |
| 2006 | Svetlana Kuznecova Amélie Mauresmo                 | Liezel Horn Huber Martina Navrátilová                            | 6–2, 6–4                               |
| 2007 | Lisa Raymond (5) Samantha Stosur                   | Květa Hrdličková Peschke Rennae Stubbs                           | 6(5)–7, 6–4, 6–3                       |
| 2008 | Cara Black Liezel Horn Huber                       | Květa Hrdličková Peschke Rennae Stubbs                           | 2–6, 6–0, [10–8]                       |
| 2009 | Akgul Amanmuradova Ai Sugiyama                     | Samantha Stosur Rennae Stubbs                                    | 6–4, 6–3                               |
| 2010 | Lisa Raymond (6) Rennae Stubbs (4)                 | Květa Peschke Katarina Srebotnik                                 | 6–2, 2–6, [13–11]                      |
| 2011 | Květa Peschke Katarina Srebotnik (1)               | Liezel Huber Lisa Raymond                                        | 6–3, 6–0                               |
| 2012 | Nuria Llagostera Vives María José Martínez Sánchez | Liezel Huber Lisa Raymond                                        | 6–4, rit.                              |
| 2013 | Nadia Petrova Katarina Srebotnik (2)               | Monica Niculescu Klára Zakopalová                                | 6–3, 6–3                               |
| 2014 | Chan Hao-ching (1) Chan Yung-jan (1)               | Martina Hingis Flavia Pennetta                                   | 6–3, 5–7, [10–7]                       |
| 2015 | Caroline Garcia Katarina Srebotnik (3)             | Chan Yung-jan Zheng Jie                                          | 7–6(5), 6–2                            |
| 2016 | Darija Jurak Anastasija Rodionova                  | Chan Hao-ching Chan Yung-jan                                     | 5–7, 7–6(4), [10–6]                    |
| 2017 | Chan Yung-jan (2) Martina Hingis (2)               | Ashleigh Barty Casey Dellacqua                                   | 6–3, 7–5                               |
| 2018 | Gabriela Dabrowski Xu Yifan                        | Irina-Camelia Begu Mihaela Buzărnescu                            | 6–3, 7–5                               |
| 2019 | Chan Hao-ching (2) Latisha Chan                    | Kirsten Flipkens Bethanie Mattek-Sands                           | 2–6, 6–3, [10–6]                       |
| 2020 | Annullato per pandemia di Coronavirus              | Annullato per pandemia di Coronavirus                            | Annullato per pandemia di Coronavirus  |
| 2021 | Shūko Aoyama Ena Shibahara                         | Nicole Melichar Demi Schuurs                                     | 6–1, 6–4                               |
| 2022 | Aleksandra Krunić Magda Linette                    | Ljudmyla Kičenok Jeļena Ostapenko                                | walkover                               |
| 2023 | Desirae Krawczyk Demi Schuurs                      | Nicole Melichar-Martinez Ellen Perez                             | 6–4, 6–2                               |
| 2024 | Ljudmyla Kičenok Jeļena Ostapenko                  | Gabriela Dabrowski Erin Routliffe                                | 5–7, 7–6(2), [10–8]                    |
| 2025 | Marie Bouzková Anna Danilina                       | Hsieh Su-wei Maya Joint                                          | 6-4, 7-5                               |

### Maschile

#### Singolare
| Anno      | Vincitore                             | Finalista                             | Punteggio                             |
| --------- | ------------------------------------- | ------------------------------------- | ------------------------------------- |
| 2025      | Taylor Fritz (4)                      | Jenson Brooksby                       | 7–5, 6–1                              |
| 2024      | Taylor Fritz (3)                      | Max Purcell                           | 6–4, 6–3                              |
| 2023      | Francisco Cerúndolo                   | Tommy Paul                            | 6–4, 1–6, 6–4                         |
| 2022      | Taylor Fritz (2)                      | Maxime Cressy                         | 6–2, 6(4)–7, 7–6(5)                   |
| 2021      | Alex de Minaur                        | Lorenzo Sonego                        | 4–6, 6–4, 7–6(5)                      |
| 2020      | Annullato per pandemia di Coronavirus | Annullato per pandemia di Coronavirus | Annullato per pandemia di Coronavirus |
| 2019      | Taylor Fritz (1)                      | Sam Querrey                           | 6–3, 6–4                              |
| 2018      | Mischa Zverev                         | Lukáš Lacko                           | 6–4, 6–4                              |
| 2017      | Novak Đoković                         | Gaël Monfils                          | 6–3, 6–4                              |
| 2016 2015 | Non disputato                         | Non disputato                         | Non disputato                         |
| 2014      | Feliciano López (2)                   | Richard Gasquet                       | 6–3, 6(5)–7, 7–5                      |
| 2013      | Feliciano López (1)                   | Gilles Simon                          | 7–6(2), 6(5)–7, 6–0                   |
| 2012      | Andy Roddick                          | Andreas Seppi                         | 6–3, 6–2                              |
| 2011      | Andreas Seppi                         | Janko Tipsarević                      | 7–6(5), 3–6, 5–3 rit.                 |
| 2010      | Michaël Llodra                        | Guillermo García López                | 7–5, 6–2                              |
| 2009      | Dmitrij Tursunov                      | Frank Dancevic                        | 6–3, 7–6(5)                           |

#### Doppio
| Anno      | Vincitori                                    | Finalisti                             | Punteggio                             |
| --------- | -------------------------------------------- | ------------------------------------- | ------------------------------------- |
| 2025      | Julian Cash Lloyd Glasspool                  | Ariel Behar Joran Vliegen             | 6–4, 7–6(5)                           |
| 2024      | Neal Skupski Michael Venus                   | Matthew Ebden John Peers              | 4–6, 7–6(2), [11–9]                   |
| 2023      | Nikola Mektić (3) Mate Pavić (3)             | Ivan Dodig Austin Krajicek            | 6–4, 6–2                              |
| 2022      | Nikola Mektić (2) Mate Pavić (2)             | Matwé Middelkoop Luke Saville         | 6–4, 6–2                              |
| 2021      | Nikola Mektić (1) Mate Pavić (1)             | Rajeev Ram Joe Salisbury              | 6–4, 6–3                              |
| 2020      | Annullato per pandemia di Coronavirus        | Annullato per pandemia di Coronavirus | Annullato per pandemia di Coronavirus |
| 2019      | Juan Sebastián Cabal Robert Farah            | Máximo González Horacio Zeballos      | 3–6, 7–6(4), [10–6]                   |
| 2018      | Luke Bambridge Jonny O'Mara                  | Ken Skupski Neal Skupski              | 7–5, 6–4                              |
| 2017      | Bob Bryan Mike Bryan                         | Rohan Bopanna André Sá                | 6(4)–7, 6–4, [10–3]                   |
| 2016 2015 | Non disputato                                | Non disputato                         | Non disputato                         |
| 2014      | Treat Conrad Huey Dominic Inglot             | Alexander Peya Bruno Soares           | 7–5, 5–7, [10–8]                      |
| 2013      | Alexander Peya Bruno Soares                  | Colin Fleming Jonathan Marray         | 3–6, 6–3, [10–8]                      |
| 2012      | Colin Fleming Ross Hutchins                  | Jamie Delgado Ken Skupski             | 6–4, 6–3                              |
| 2011      | Jonathan Erlich Andy Ram                     | Grigor Dimitrov Andreas Seppi         | 6–3, 6–3                              |
| 2010      | Mariusz Fyrstenberg (2) Marcin Matkowski (2) | Colin Fleming Ken Skupski             | 6–3, 5–7, [10–8]                      |
| 2009      | Mariusz Fyrstenberg (1) Marcin Matkowski (1) | Travis Parrott Filip Polášek          | 6–4, 6–4                              |

## Record

### Singolare maschile

#### Maggior numero di titoli in singolare
Di seguito i tennisti vincitori di almeno due edizioni del torneo in singolare.
| Tennista        | Vittorie | Edizioni               |
| --------------- | -------- | ---------------------- |
| Taylor Fritz    | 4        | 2019, 2022, 2024, 2025 |
| Feliciano López | 2        | 2013, 2014             |

#### Maggior numero di successi in singolare per nazionalità
| Pos. | Nazione     | Titoli | Edizioni                     |
| ---- | ----------- | ------ | ---------------------------- |
| 1    | Stati Uniti | 5      | 2012, 2019, 2022, 2024, 2025 |
| 2    | Spagna      | 2      | 2013, 2014                   |
| 3    | Russia      | 1      | 2009                         |
| 3    | Francia     | 1      | 2010                         |
| 3    | Italia      | 1      | 2011                         |
| 3    | Serbia      | 1      | 2017                         |
| 3    | Germania    | 1      | 2018                         |
| 3    | Australia   | 1      | 2021                         |
| 3    | Argentina   | 1      | 2023                         |

### Singolare femminile

#### Maggior numero di titoli in singolare
Di seguito le tenniste vincitrici di almeno due edizioni del torneo in singolare.
| Tennista            | Vittorie | Edizioni                                                         |
| ------------------- | -------- | ---------------------------------------------------------------- |
| Martina Navrátilová | 11       | 1978, 1982, 1983, 1984, 1985, 1986, 1988, 1989, 1990, 1991, 1993 |
| Chris Evert         | 3        | 1974, 1976, 1979                                                 |
| Tracy Austin        | 2        | 1980, 1981                                                       |
| Jana Novotná        | 2        | 1997, 1998                                                       |
| Chanda Rubin        | 2        | 2002, 2003                                                       |
| Justine Henin       | 2        | 2006, 2007                                                       |
| Caroline Wozniacki  | 2        | 2009, 2018                                                       |
| Madison Keys        | 2        | 2014, 2023                                                       |
| Karolína Plíšková   | 2        | 2017, 2019                                                       |

#### Maggior numero di successi in singolare per nazionalità
| Pos.      | Nazione     | Titoli | Edizioni |
| --------- | ----------- | ------ | --- |
| 1         | Stati Uniti | 23     | 1974, 1976, 1979, 1980, 1981, 1982, 1983, 1984, 1985, 1986, 1988, 1989, 1990, 1991, 1992, 1993, 1994, 1996, 2001, 2002, 2003, 2014, 2023 |
| 2         | Rep. Ceca   | 7      | 1978, 1987, 1997, 1998, 2017, 2019, 2022                                                                                                 |
| 3         | Russia      | 4      | 2004, 2010, 2013, 2024 |
| 4         | Francia     | 3      | 1995, 2000, 2011 |
| 4         | Belgio      | 3      | 2005, 2006, 2007 |
| 6         | Danimarca   | 2      | 2009, 2018 |
| 7         | Regno Unito | 1      | 1975 |
| 7         | Spagna      | 1      | 1997 |
| 7         | Bielorussia | 1      | 1999 |
| 7         | Polonia     | 1      | 2008 |
| 7         | Austria     | 1      | 2012 |
| 7         | Svizzera    | 1      | 2015 |
| 7         | Slovacchia  | 1      | 2016 |
| 7         | Lettonia    | 1      | 2021 |
| Australia | 2025        |        | |